# 胡晓桃
胡晓桃（1981年6月30日—），辽宁锦州市人，中国女子篮球运动员。她曾获得2001年ABC锦标赛冠军，并夺得MVP，也曾参加2004年夏季奥运会女子篮球比赛。